# Хелртва

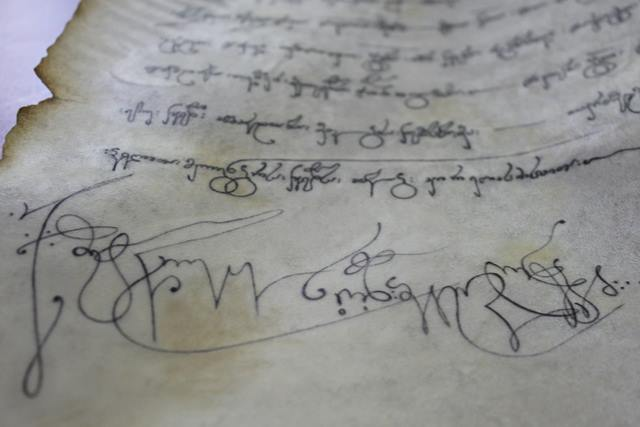
Подписи Тамары и Давида Сослана, 1202(?) год.

Монета с хелртвой царицы Тамары, 1187 год.

Хелртва (груз. ხელრთვა) — каллиграфическая монограмма, печать или подпись грузинских монархов, патриархов, царевичей и благородных князей. Они были весьма индивидуалистичны, причем монограммы чаще исполнялись шрифтом «асомтаврули», а для подписей использовались «нусхури» или «мхедрули». Это сыграло огромное значение при датировке документов средневековой эпохи, начало систематическому изучению которых положил Иван Джавахашвили. Несмотря на то, что грузинские средневековые документы писались по определённой системе, где в каждом документе можно выделить до семи частей, включающих хелртву, автографы писцов или чиновников и дату, многие средневековые документы возможно датировать только благодаря уникальным хелртвам правителей. Отдельный интерес составляет группа подделок, сохранившаяся в Национальном архиве министерства юстиции Грузии.
Давид Капанадзе (груз. დავით კაპანაძე) в русском издании своей книги «Грузинская нумизматика» (1955) описывает хелртву как факсимиле личной подписи и указывает, что они встречаются как на монетах, так и на книгах, принадлежащих грузинским царям (Ванское Евангелие).